# الاحتجاجات ضد الغزو الروسي لأوكرانيا 2022
خرجت العديد احتجاجات ضد الغزو الروسي لأوكرانيا 2022 في عدة مدن حول العالم.

## روسيا
احتجزت الشرطة أكثر من 1700 مواطن في 53 مدينة في أنحاء روسيا لاحتجاجهم على الغزو. أصدرت روسيا بيانًا في 24 فبراير بعدم المشاركة في الاحتجاجات «غير المصرح بها». حذرت السلطات الروسية من التداعيات القانونية للانضمام إلى الاحتجاجات المناهضة للحرب. تم اعتقال أكثر من 60 ناشطًا وصحفيًا روسيًا.
أعلن ديمتري موراتوف أن صحيفة نوفايا غازيتا ستنشر نسختها التالية باللغتين الأوكرانية والروسية. وقع موراتوف والصحفي ميخائيل زيغار والمخرج فلاديمير ميرزوييف وآخرون على وثيقة تنص على أن أوكرانيا لا تشكل تهديدا لروسيا ودعت المواطنين الروس إلى «قول لا لهذه الحرب». وزعت إيلينا تشيرنينكو، الصحفية في كوميرسانت، رسالة مفتوحة ناقدة موقعة من قبل 170 صحفيًا وأكاديميًا.
وندد المعارض الروسي أليكسي نافالني بالهجوم على أوكرانيا ووصف من يشنون الحرب بأنهم «قطاع طرق ولصوص».
أدانت مقدمة البرامج التلفزيونية كسينيا سوبتشاك الغزو وكذلك نجمة البوب فاليري ميلادزي والمضيف التلفزيوني إيفان أورغانت.
في 24 فبراير، بدأ الناشط الحقوقي ليف بونوماريوف عريضة للاحتجاج على الغزو، وحصل على 289,000 توقيع بحلول نهاية اليوم.
دعت الناشطة السياسية المعارضة الروسية مارينا ليتفينوفيتش إلى احتجاجات مناهضة للحرب في المدن الروسية. اعتقلتها الشرطة الروسية عندما غادرت منزلها.

### أكاديميون
نشرت دورية ترويتسكي فاريانت، صحيفة علمية روسية مستقلة، رسالة مفتوحة ضد الحرب وقّع عليها أكثر من 7,400 عالم روسي، بمن فيهم العديد من الأكاديميين المشهورين وأعضاء الأكاديمية الروسية للعلوم. اعتذر أوليغ أنيسيموف، عالم موفد من روسيا، لزميله الأوكراني في مؤتمر الأمم المتحدة للمناخ. وأدلى ميخائيل غيلفاند، عالم في مجال المعلوماتية الحيوية وعضو أكاديمية أوروبيا، بتصريح ضد الحرب.
وقّع 1,200 طالب وعضو في الهيئات التدريسية وموظفون في معهد موسكو الحكومي للعلاقات الدولية، التابع لوزارة الخارجية، رسالة مفتوحة صرحوا من خلالها «أنه من غير المقبول أخلاقيًا البقاء على الهامش والتزام الصمت وأفراد شعبٍ من دولة مجاورة يتعرضون للقتل. إذ أنهم يلقون حتفهم جراء خطأ أولئك الذين فضلوا الأسلحة على الدبلوماسية السلمية. ... سيتعين على أجيال عديدة من الدبلوماسيين المستقبليين إعادة بناء الثقة في روسيا والعلاقات الجيدة التي فقدناها مع جيراننا». وقّع الجامعيون وطلاب الدراسات العليا والمعلمون والموظفون وخريجو أقدم جامعة في روسيا، جامعة موسكو الحكومية التي تحمل اسم ميخائيل في. لومونوساف - 7,500 شخص بالمجمل - رسالة مفتوحة أيضًا ضد «العملية العسكرية الخاصة».

### ناشطون
في 24 فبراير، قدم الناشط الحقوقي ليف بونوماريوف في 24 فبراير عريضة للاحتجاج على الغزو، جمع من خلالها أكثر من 1.5 مليون توقيع بحلول 3 مارس.

### رجال الأعمال والنخبة الثرية الفاعلة
صرّح عدد من رواد ورجال الأعمال وأصحاب المليارات الروس بمعارضتهم للغزو، بمن فيهم أوليغ ديريباسكا وميخائيل فريدمان وأوليغ تينكوف وميخائيل خودوركوفسكي ونيكولاي ستورونسكي مؤسس شركة ريفولوت، وفلاديمير ليسين وأليكسي مورداشوف وأندريه ميلينشينكو، ودعوا إلى انسحاب القوات العسكرية الروسية من أوكرانيا.
دعت شركة لوك أويل، ثاني أكبر شركة طاقة روسية بعد غازبروم، في 3 مارس إلى وقف إطلاق النار واتباع الوسائل الدبلوماسية لحل النزاع.

### مشاهير
أعلن مغني الراب الروسي أوكسيميرون عن سلسلة من الحفلات الموسيقية الخيرية خارج روسيا، بعنوان «الروس ضد الحرب» للتبرع بعائداتها إلى المنظمات غير الحكومية التي تساعد اللاجئين الأوكرانيين.
أدان العديد من المشاهير هذا الغزو، ومن بينهم: مقدمة البرامج التلفزيونية كسينيا سوبشاك، ونجم البوب فاليري ميلادزي، والكاتب دميتري غلوخوفسكي، والصحفي وصانع المحتوى يوري دود، والمخرج السينمائي رومان فولوبوف، ومغني الراب نويز إم سي، ومهاجم فريق دينامو موسكو فيودور سمولوف، والممثلة تشولبان خاماتوفا، ومقدم البرامج التلفزيوني إيفان أورغانت. أُوقف على إثر ذلك برنامج أورغانت المسائي عن العرض على القناة الأولى التابعة للدولة. تحدث العشرات من الفنانين الروس ومقدمي البرامج التلفزيونية وغيرهم من المشاهير على الشبكات الاجتماعية ضد الأعمال العسكرية الروسية في أوكرانيا.
ألغى مغني الراب الروسي أوكسيميرون ست حفلات بعد نفاد جميع تذاكرها في موسكو وسانت بطرسبرغ، قائلًا: «لا يمكنني ترفيهكم والصواريخ الروسية تتساقط على أوكرانيا. وحين يضطر سكان كييف للاختباء في الأقبية والمترو، ويسقط آخرون قتلى». وأعلن عن سلسلة من الحفلات الموسيقية الخيرية في بلدان أخرى، بعنوان «الروس ضد الحرب»، ومن المقرر أن يعود ريعها إلى المنظمات غير الحكومية التي تساعد اللاجئين الأوكرانيين. أُقيمت أولى هذه الحفلات الموسيقية في إسطنبول، التي تضم جالية روسية كبيرة تتكون من أشخاص غادروا البلاد احتجاجًا على الغزو.

### في مجال الرياضة
انتقد ألكسندر أوفيشكين لاعب في دوري الهوكي الوطني غزو روسيا لأوكرانيا. وأدلى لاعبو التنس دانييل ميدفيديف وأندريه روبليف ويفغيني كافلنيكوف ورياضيون روس آخرون بتصريحات ضد الحرب.
تحدثت المتزلجة الفنية على الجليد يفغينا ميدفيديفا عبر حسابها على إنستاغرام، فكتبت: «أتمنى أن ينتهي كل هذا في أقرب وقت ممكن، يبدو كالحلم السيء».

### الجيش
نُقل عن قائد لواء حرس المشاة الميكانيكية 74 الروسي قوله: «لم نكن في طريقنا للقتال – كنا نجمع المعلومات» بعد أن وردت أخبار عن أسر الفصيل بأكمله في تشرنيهيف. عُرضت هذه التعليقات بشكل متكرر في مقاطع فيديو نشرها الجيش الأوكراني لجنودٍ روس أسرى، وقد تكون مصورة تحت الإكراه. أدلى الجنود في الفيديو بتعليقات مثل: «لم أكن أعرف أنني ذاهب إلى أوكرانيا، لقد خُدعت»، «خُدعنا واستُخدمنا كدرع بشري». وبحسب ما ورد، رفض آخرون تنفيذ الأوامر أو خربوا معداتهم لتجنب القتال، إذ كانوا يعانون من نقص الموارد وانخفاض الروح المعنوية.

### المنظمات
ناشد مؤسسو حركة إحياء ذكرى «الفوج الخالد» بوتين «إلى وقف إطلاق النار»، واصفين استخدام القوة بفعلٍ «غير إنساني». تُنظم هذه الحركة مسيرات حول روسيا يحمل فيها الروس العاديون صورًا لأفراد العائلة من المحاربين القدامى، وتُقام سنويًا في 9 مايو احتفالًا بيوم النصر في الحرب العالمية الثانية.
صرحت أولغا لاركينا، مديرة لجنة أمّهات الجنود في روسيا، بمخاوفها لوكالة الأنباء الاستقصائية الروسية ميدوزا من أن العديد من الجنود في أوكرانيا قد أُرسلوا قسرًا إلى أوكرانيا. وزعمت لاركينا أن المجندين الروس تعرضوا لضغوط أو أُجبروا على توقيع عقود ليصبحوا جنودًا، وأُرسلوا إلى أوكرانيا وفقد أفراد عائلاتهم الاتصال معهم.

## خارج روسيا
حدثت احتجاجات مؤيدة لأوكرانيا في العديد من السفارات والقنصليات الروسية في الخارج، بما في ذلك تلك الموجودة في:
- أرمينيا [32]
- بلجيكا [33]
- بلغاريا [34]
- كندا [35][36]
- جمهورية التشيك [37]
- إستونيا [38]
- فنلندا [39]
- فرنسا [40]
- جورجيا [41]
- المجر [42]
- أيسلندا [43][44]
- أيرلندا [45]
- إسرائيل [46]
- كازاخستان [47]
- قيرغيزستان [48]
- لاتفيا [49][بحاجة لمصدر أفضل]
- لبنان [40]
- ليتوانيا [50]
- المكسيك [51]
- مولدوفا [52]
- هولندا [53]
- النرويج [40]
- بولندا [54]
- البرتغال [55]
- رومانيا [56][57][58]
- صربيا [59]
- سلوفاكيا [60]
- إسبانيا [40]
- تايلاند [61]
- المملكة المتحدة [62]
- الولايات المتحدة [63]

كما نُظمت احتجاجات في اسطنبول ولوكسمبورغ وطوكيو وفيينا.
في 25 فبراير، نشرت صحيفة نوفاس السلوفاكية صورة لبوتين تم تعديلها لتبدو مثل هتلر مع مصطلح «بوتلر» على غلافها.
في 25 فبراير، كانت الناشطة المناخية غريتا تونبرج تحتج خارج السفارة الروسية في ستوكهولم.

## منظمات دولية
أصدرت اتحادات كرة القدم في بولندا وجمهورية التشيك والسويد بيانات مفادها أنها ستقاطع مباريات تصفيات كأس العالم المقبلة في موسكو. كما دعت الاتحاد الأوروبي لكرة القدم والفيفا للبحث عن مواقع بديلة للمباريات القادمة. أعلن الاتحاد الأوروبي لكرة القدم عن اجتماع في 25 فبراير لمناقشة الغزو وتأكيد نقل نهائي دوري أبطال أوروبا 2022 من سان بطرسبرج، روسيا.
أعلن الاتحاد الدولي للشطرنج في 25 فبراير أن أولمبياد الشطرنج الرابع والأربعين - المخطط في موسكو - لن يُعقد في روسيا.
أعلن الاتحاد الدولي للسيارات في 24 فبراير أنه من المستحيل إقامة سباق جائزة روسيا الكبرى 2022 المخطط له في سوتشي.
أعلن الاتحاد الدولي للتزلج في 25 فبراير أنه سيتم إلغاء ستة نهائيات لكأس العالم في روسيا في موسم 2021-22 أو نقلها إلى مكان آخر.

## صور

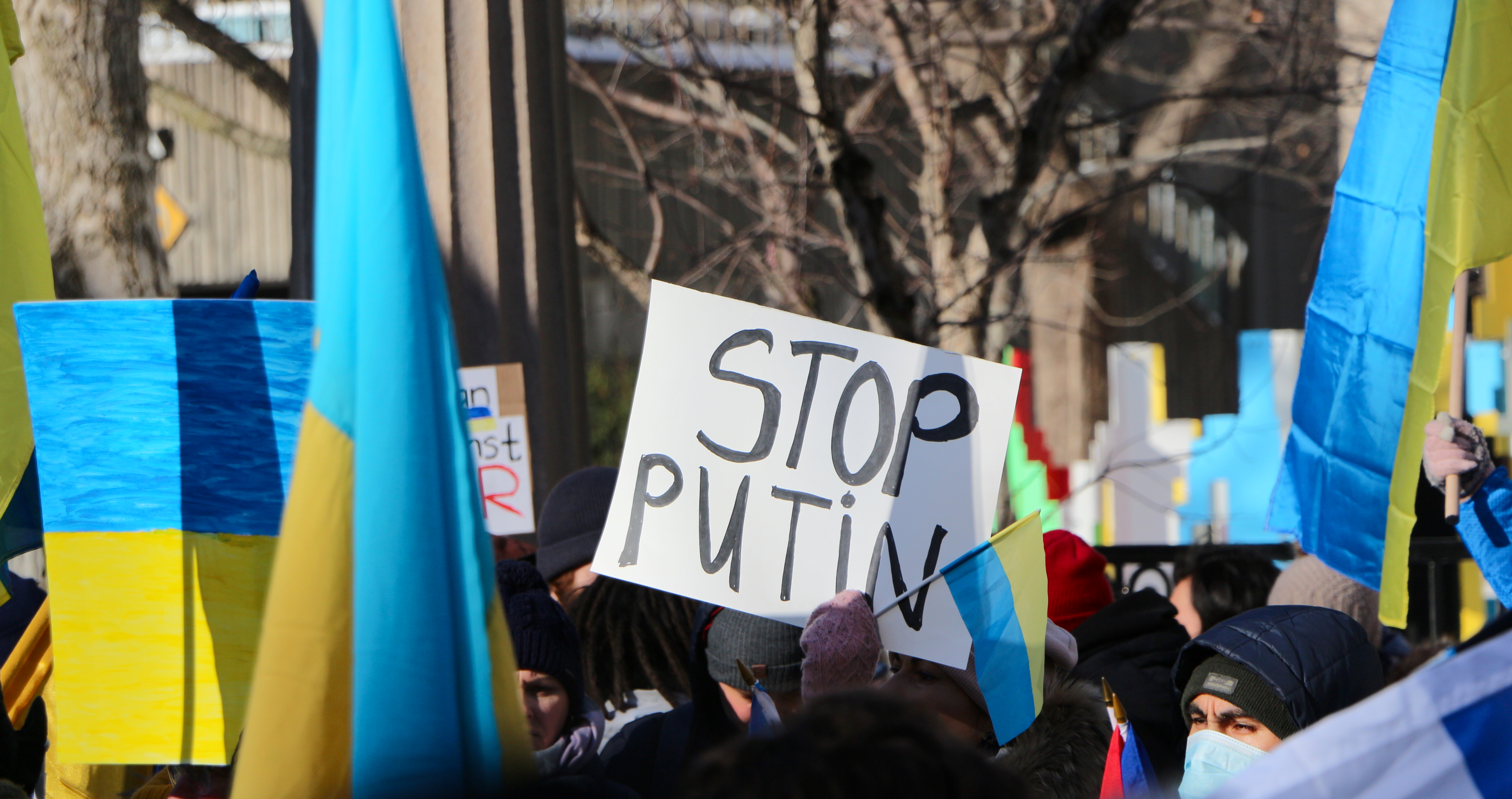
احتجاج في مونتريال، كندا.
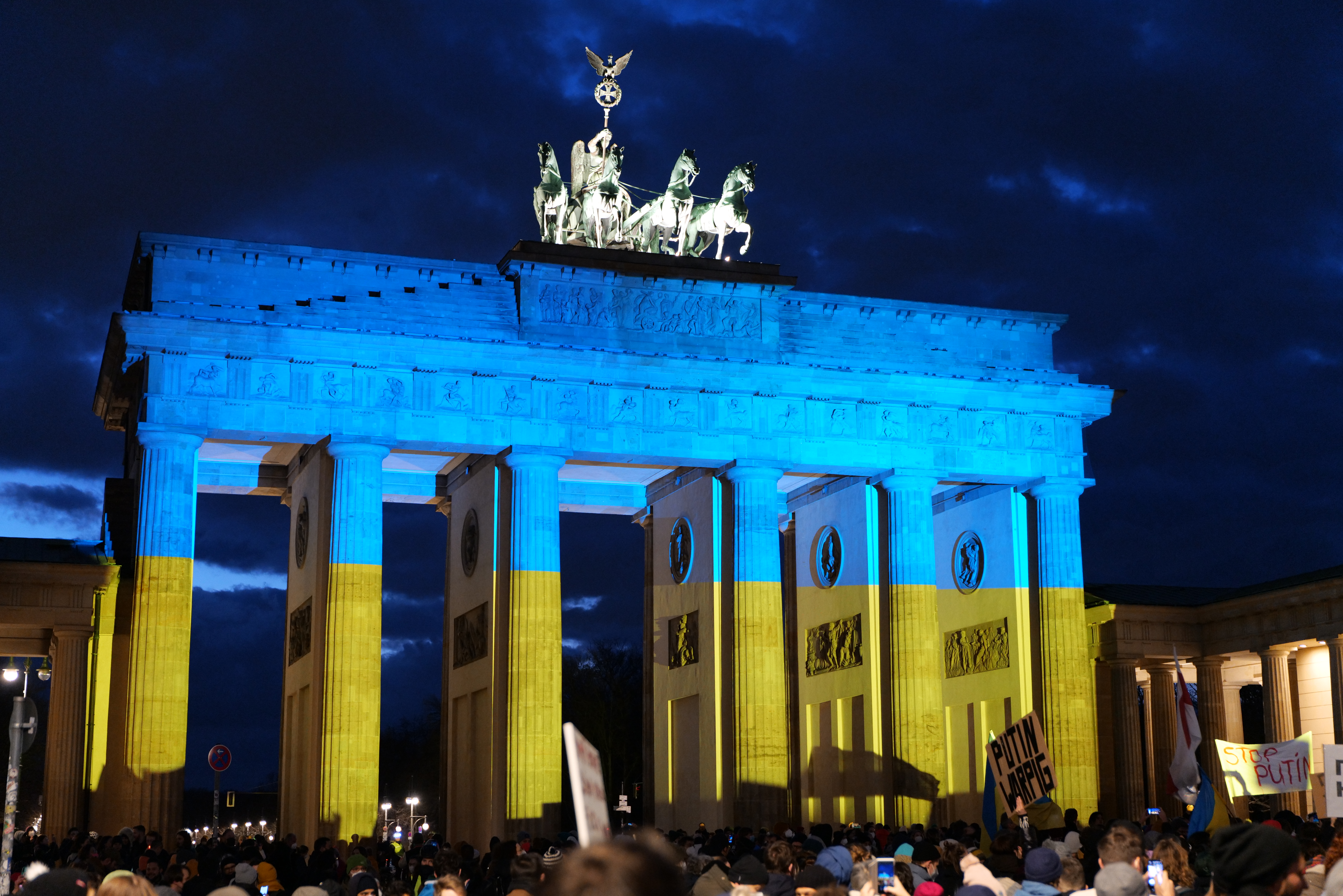
متظاهرون عند بوابة براندنبورغ في برلين، ألمانيا.
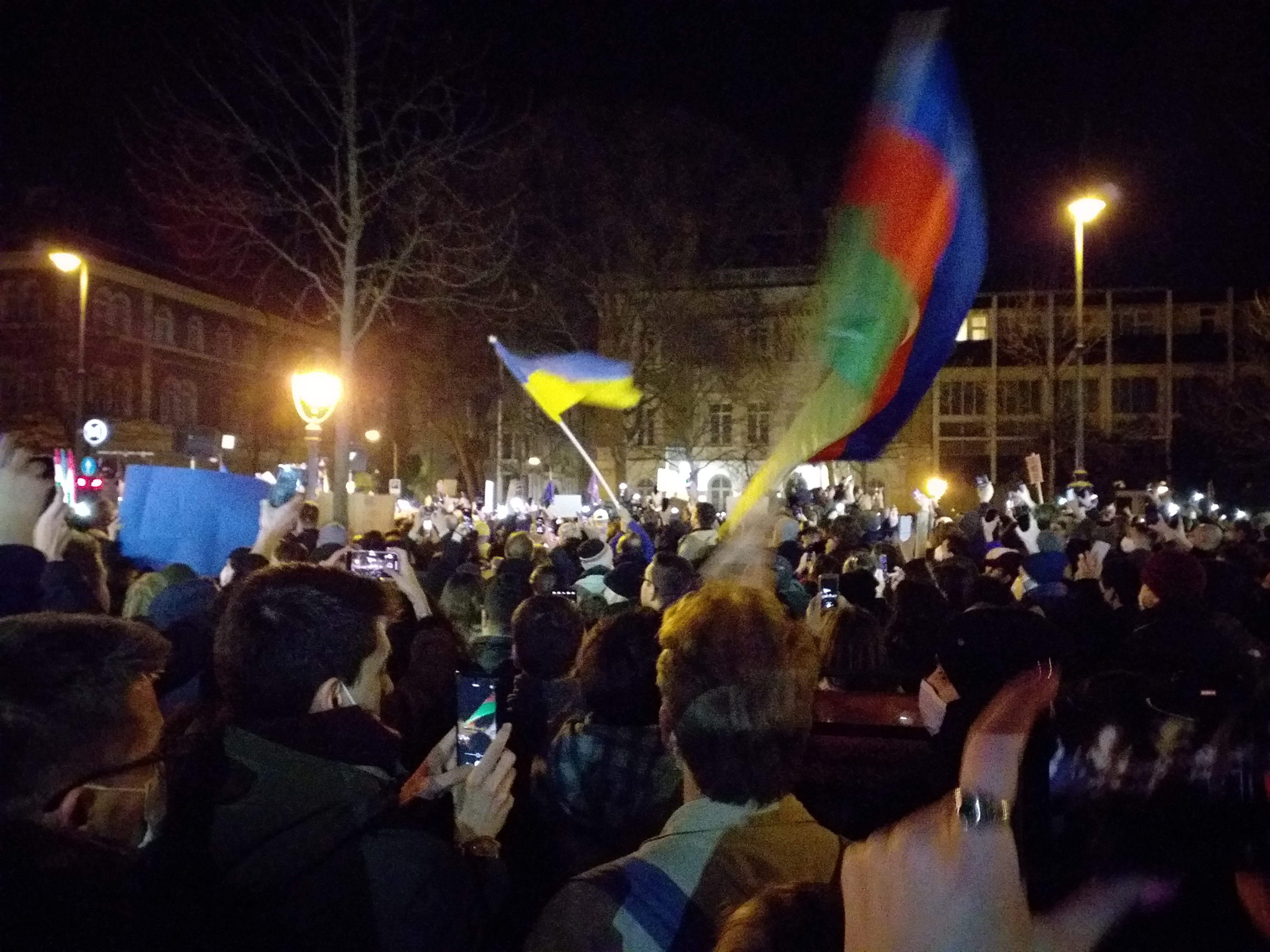
احتجاجات في السفارة الروسية في بودابست، المجر.
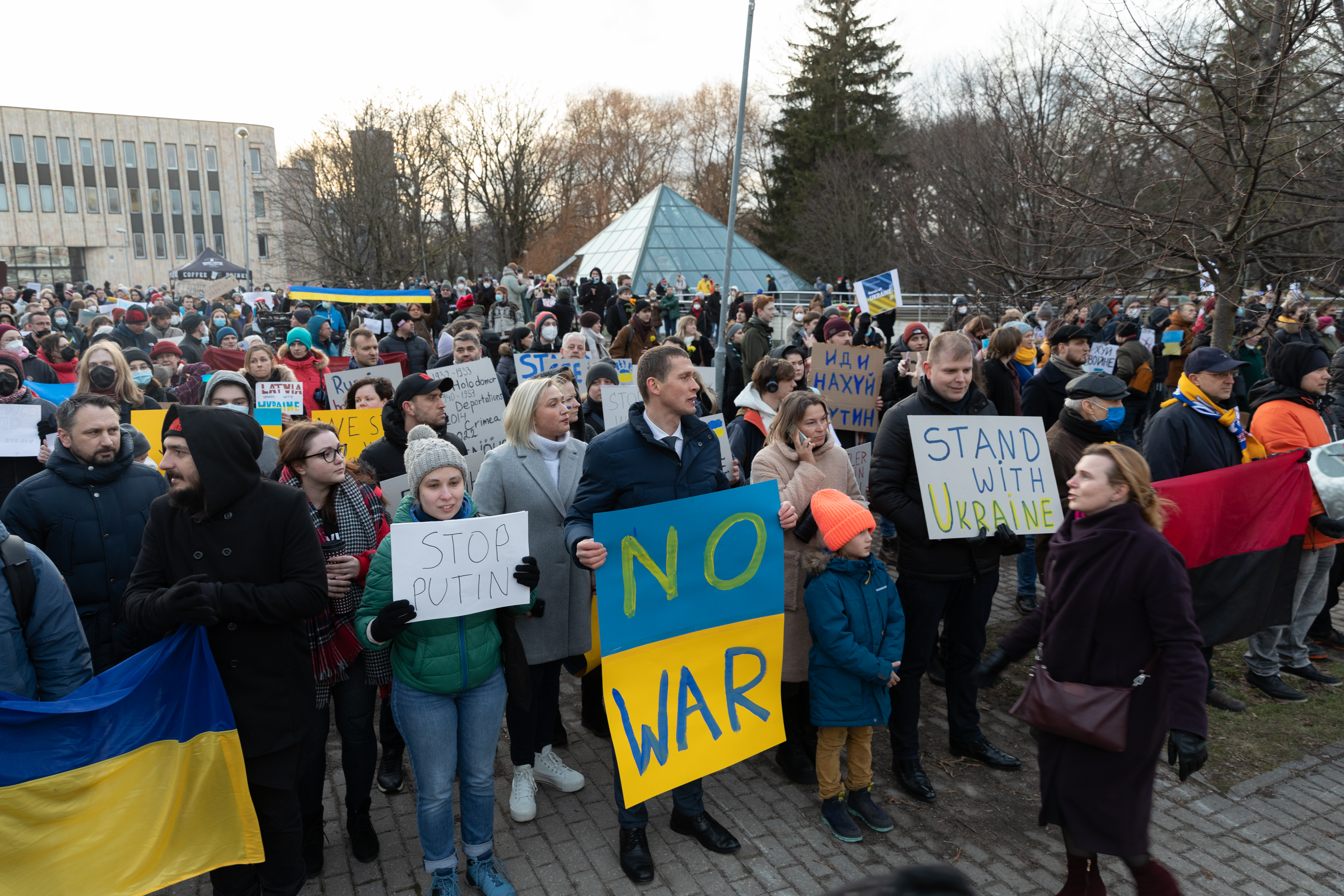
متظاهرون أمام السفارة الروسية في ريغا، لاتفيا.
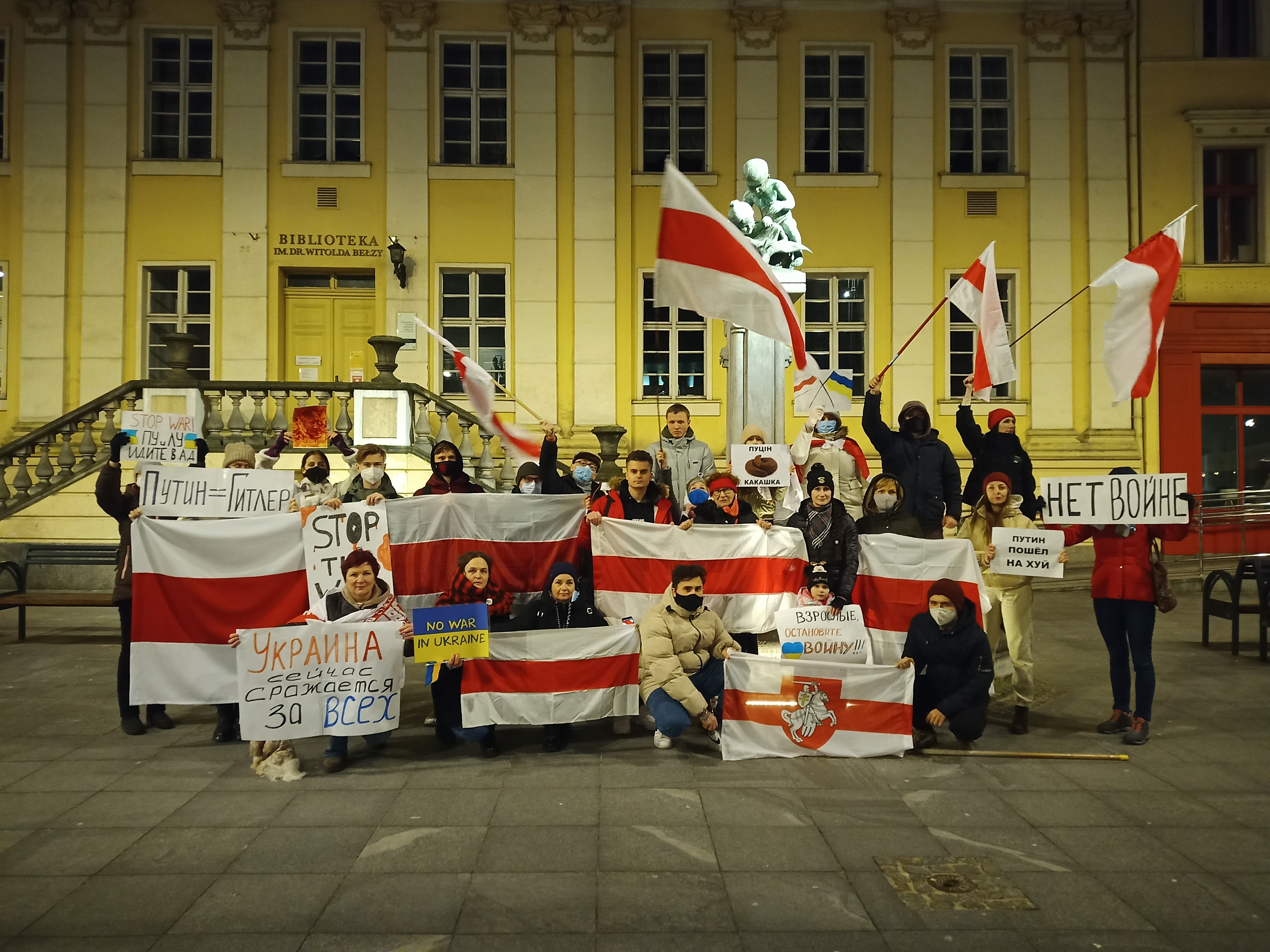
متظاهرون في بيدغوشتش، بولندا.
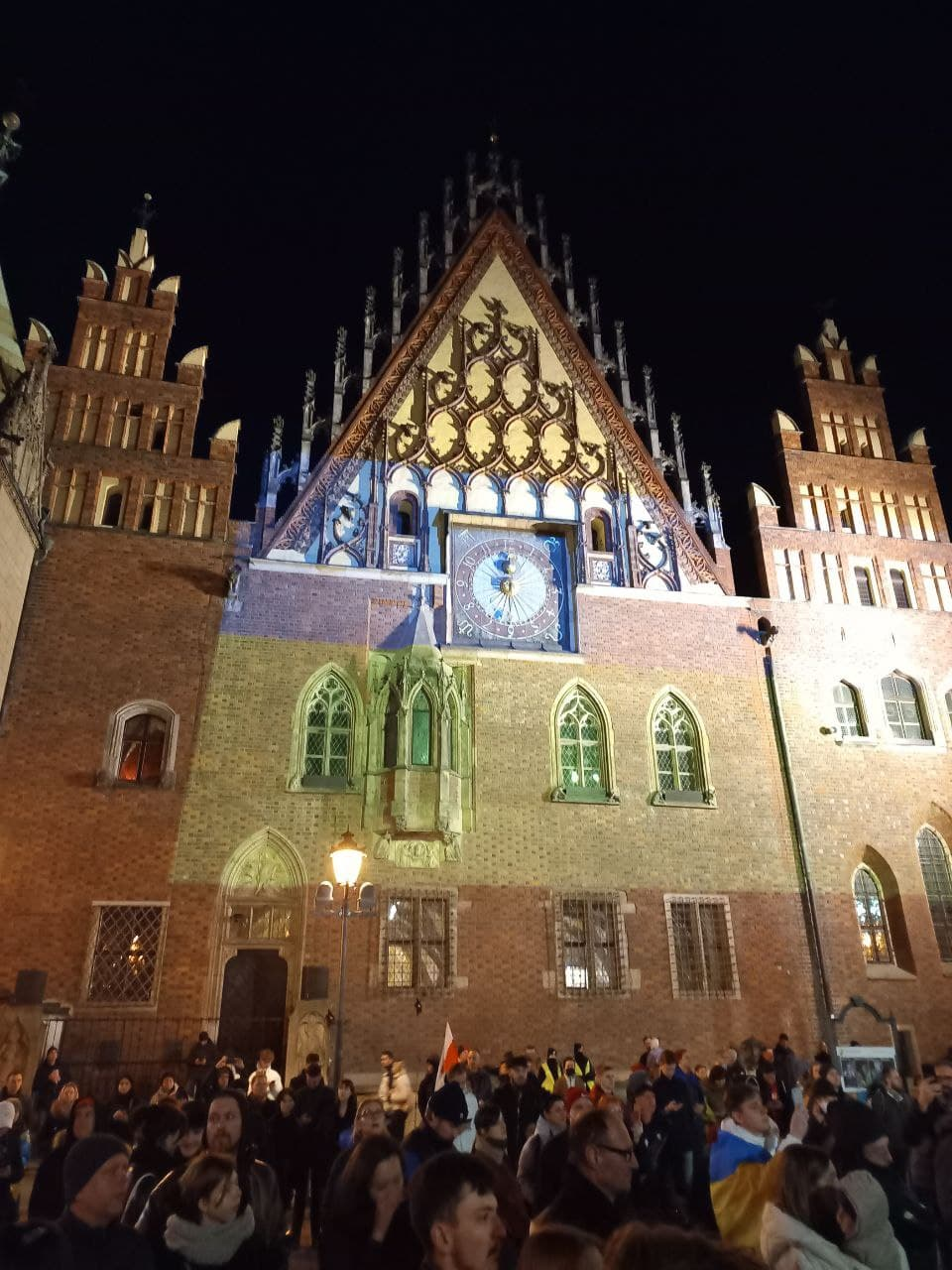
متظاهرون في فروتسواف، بولندا.
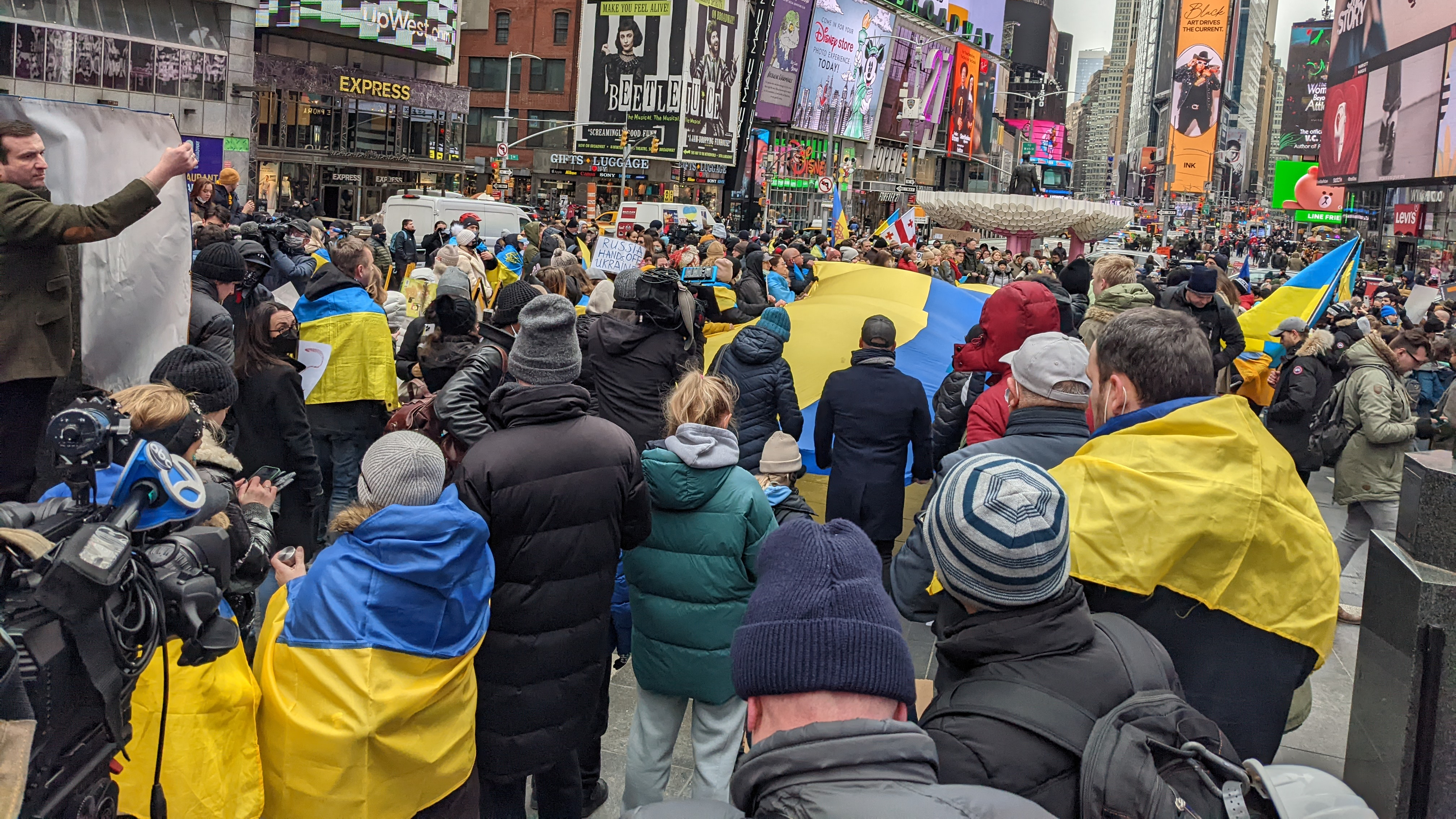
احتجاج في مدينة نيويورك بالولايات المتحدة الأمريكية.